# Yacouba Isaac Zida
Yacouba Isaac Zida (* 16. listopadu 1965 Yako) je burkinafaský voják, který během listopadu 2014 krátce působil jako prozatímní prezident Burkiny Faso. K moci se dostal díky nepokojům v roce 2014, během kterým byl z funkce odsunut důstojník Honoré Traoré. O několik týdnů později byl jako Zidův náhradník v pozici přechodné hlavy státu vybrán Michel Kafando, který následně 19. listopadu 2014 jmenoval Zidu předsedou vlády.
Během září 2015 byl krátce z pozice předsedy sesazen Prezidentskou bezpečnostní gardou (RSP) v rámci pokusu o státní převrat. Do funkce se ovšem navratil v rámci jednoho týdne.

## Kariéra

### Vzdělání
Do roku 1989 studoval anglický jazyk na univerzitě v Ouagadougou. V roce 1993 nastoupil na vojenskou akademii Georgese Namoana v městě Pô, na níž absolvoval základní vojenský výcvik vedený americkými jednotkami. Při studiích na Lyonské univerzitě získal magisterský titul v oboru mezinárodní management. 

### Vojenská kariéra
Zida absolvoval několiv specializovaných vojenských výcviků v zahraničí – na Tchaj-wanu, v kamerunském Yaoundé a také přímo ve Spojených státech.
V roce 1996 vstoupil do Prezidentské bezpečnostní gardy (Régiment de sécurité présidentielle, RSP), elitní jednotky prezidenta Blaise Compaorého, kde působil jako rotmistr a později jako velitel skupiny. Získal hodnost podplukovníka a byl jmenován zástupcem velitele RSP, plukovníka Boureimy Kérého. Později při jeho působení v jednotce se jej ujal Gilbert Diendéré, jedna z postav hlavní opory režimu, který rovněž pochází z oblasti města Yako na severozápadě země, Zida měl na starosti zabezpečení prezidentových cest a následně byl zařazen do zpravodajské sekce prezidentské kanceláře.
V letech 2002 až 2011 působil jako styčný důstojník v rámci zprostředkovatelské mise Blaise Compaorého během krize v Pobřeží slonoviny. V letech 2008–2009 byl členem mírových jednotek OSN (tzv. modrých přileb) v Demokratické republice Kongo. V roce 2012 absolvoval protiteroristický výcvik na univerzitě speciálních sil v Tampě na Floridě (Joint Special Operations University).
Jako štábní důstojník se účastnil mezinárodního cvičení proti terorismu v oblasti Sahelu s názvem „Flintlock 10“.

### Vzestup k moci

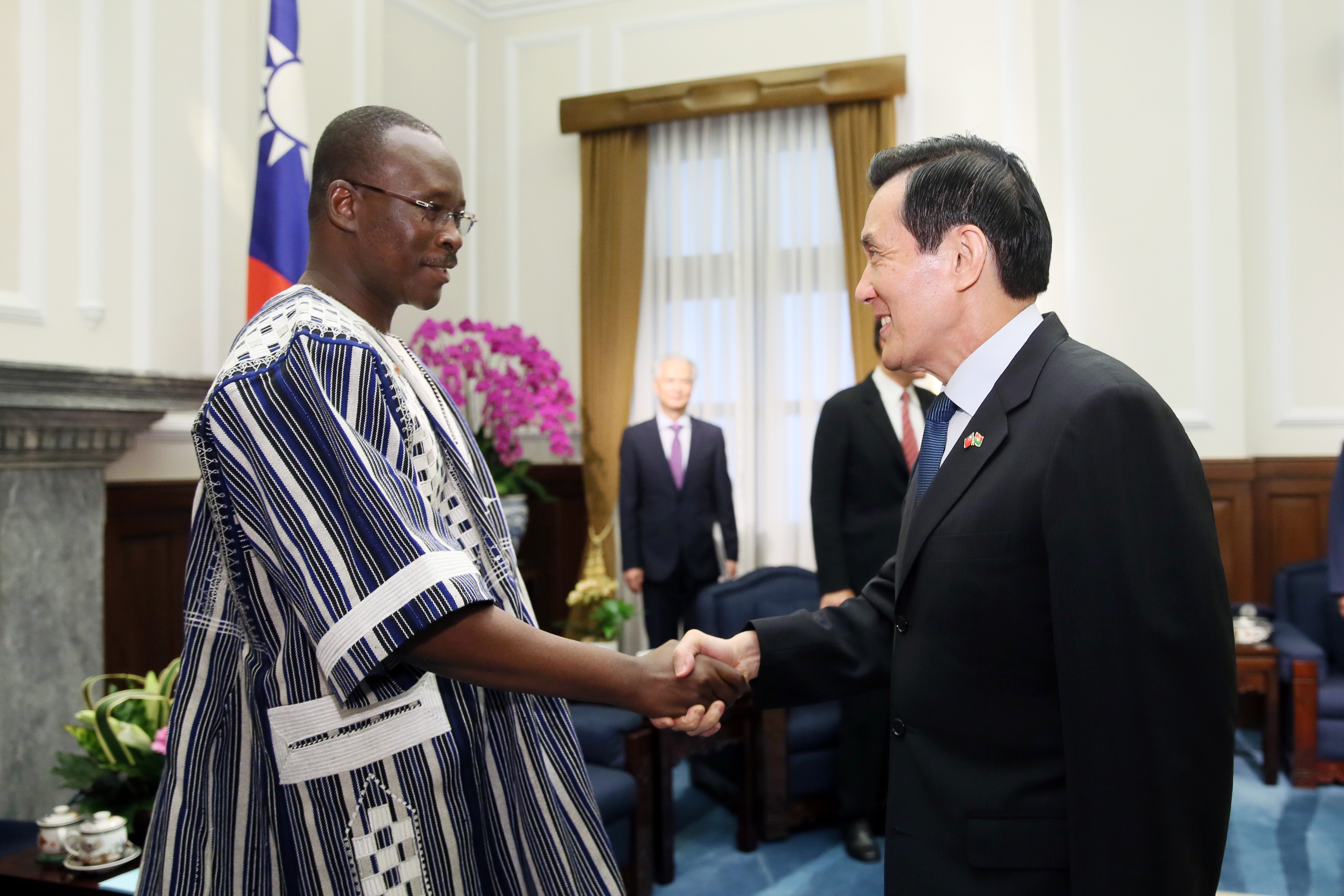
Zida na návštěvě Tchaj-Wanu s prezidentem Ma Jing-ťiou v červnu 2015

Dne 31. října 2014, během povstání v Burkině Faso v roce 2014, rezignoval dosavadní prezident Compaoré a náčelník generálního štábu Honoré Nabéré Traoré oznámil, že přebírá funkci hlavy státu. Jeho nárok na moc byl okamžitě zpochybněn skupinou nižších důstojníků vedených Isaacem Zidou, který se přidal na stranu protestujících. 1. listopadu 2014 ozbrojené síly jednomyslně podpořily Zidovu kandidaturu na přechodného vůdce země s cílem dovést ji k prezidentským volbám v roce 2015.
17. listopadu 2014 byl jako nová přechodná hlava státu vybrán Michel Kafando, který ve funkci Zidu, slavnostní přísahu složil 18. listopadu. Kafando následně 19. listopadu 2014 jmenoval Zidu předsedou vlády. V přechodné vládě, ustavené 23. listopadu, si Zida vedle funkce předsedy vlády ponechal také ministerstvo obrany.
V polovině roku 2015 došlo ke sporu mezi Zidou a Prezidentskou bezpečnostní gardou. Začátkem července Zida popřel mediální zprávy o své rezignaci a kritizoval tisk za neodpovědné informování o situaci. Navzdory tomu ovšem čelil odporu jak ze strany armády, tak příznivců bývalého prezidenta Compaorého, což jej postavilo do složité situace. Přesto si zachoval podporu sankaristů vedených Bénéwendém Sankarou. 19. července 2015 prezident Kafando odebral Zidovi vůdčí roli na ministerstvu obrany a dočasně jej sám převzal. Současně odvolal Auguste Denise Barryho, blízkého Zidova spojence, z jeho klíčové funkce ministra územní správy a bezpečnosti.
16. září 2015, dva dny po doporučení speciální komise na rozpuštění Prezidentské bezpečnostní gardy, zadželi členové RSP prezidenta Kafanda a premiéra Zidu. 23. září, po neúspěšném pokusu o převrat, byl Zida znovu dosazen do funkce předsedy vlády.

### Povýšení
V listopadu 2015, v období okolo konce přechodného období, byl Zida povýšen z hodnosti podplukovníka na divizního generála v souladu se zákonem přijatým během přechodného období, který umožňoval povýšení odůvodněné „službou pro národ“. Nově zvolený prezident Roch Marc Christian Kaboré, složil svou přísahu 29. prosince 2015 a následně jmenoval ekonoma Paula Kabu Thiébu předsedou vlády.
Zákon, na jehož základě byl Zida povýšen, byl ovšem nově zvoleným Národním shromážděním zrušen. Se souhlasem prezidenta Kaborého odcestoval Zida v lednu 2016 do Kanady za svou rodinou. Navrátit se měl v únoru, i navzdory příkazům prezidenta Kaborého tak ale neučinil. V prosinci 2016 prezident Kaboré oznámil, že Zida bude z armády vyloučen za údajnou dezerci. V rámci postupného procesu národního usmíření byl očekáván jeho návrat do vlasti, kvůli administrativním překážkám k němu ale nedošlo.

## Osobní život
Pochází z etnika Mossi, hovoří plynně francouzsky, anglicky a domorodnými jazyky mossijštinou a dyula. Po univerzitních studiích konvertoval pod vlivem pastora Patrice Tiendrébéoga z islámu k evangelickému protestantismu. Je otcem tří dětí.